# Устав Ненецкого автономного округа
Устав Ненецкого автономного округа (нен. Ненэцие” автономной округхы Вато’ Мэбц) — Основной закон Ненецкого автономного округа, Принят Собранием депутатов Ненецкого автономного округа. Состоит из:
- преамбулы Настоящий Устав является основным законом Ненецкого автономного округа - равноправного субъекта Российской Федерации. Устав - нормативный акт прямого действия, выражающий волю и интересы ненецкого и других народов, проживающих на территории округа, разработанный на основании Конституции Российской Федерации, принятой 12 декабря 1993 года.
Ненецкий автономный округ образован 15 июля 1929 года Постановлением Президиума ВЦИК на основе волеизъявления ненецкого народа.Территория округа составляет 176,7 тыс. кв. км. В ныне существующих границах округ граничит с Ямало-Ненецким автономным округом, Республикой Коми и Мезенским районом Архангельской области, с севера граница проходит по побережью Белого, Баренцева и Карского морей, включая прилежащие острова, не отнесённые к юрисдикции Архангельской области. Административным центром округа является город Нарьян-Мар.
- 12 глав
- и 75 статей

## История
Принятие Устава округа стало из главных дел первого созыва Собрания депутатов НАО . За основу был взят модельный устав, разработанный и разосланный субъектам РФ Тамбовской областью. Работа была распределена по главам. Часть из них поручили управлениям администрации округа, часть взяли на себя депутаты. В Собрание поступали десятки предложений от организаций, от граждан. Работа над Уставом округа  длилась более года. Наконец, 11 сентября 1995 года он был принят и опубликован в газете "Няръяна вындер".
В 2016 году устав был переведён на ненецкий язык.